# Die Welle (Frankfurt am Main)

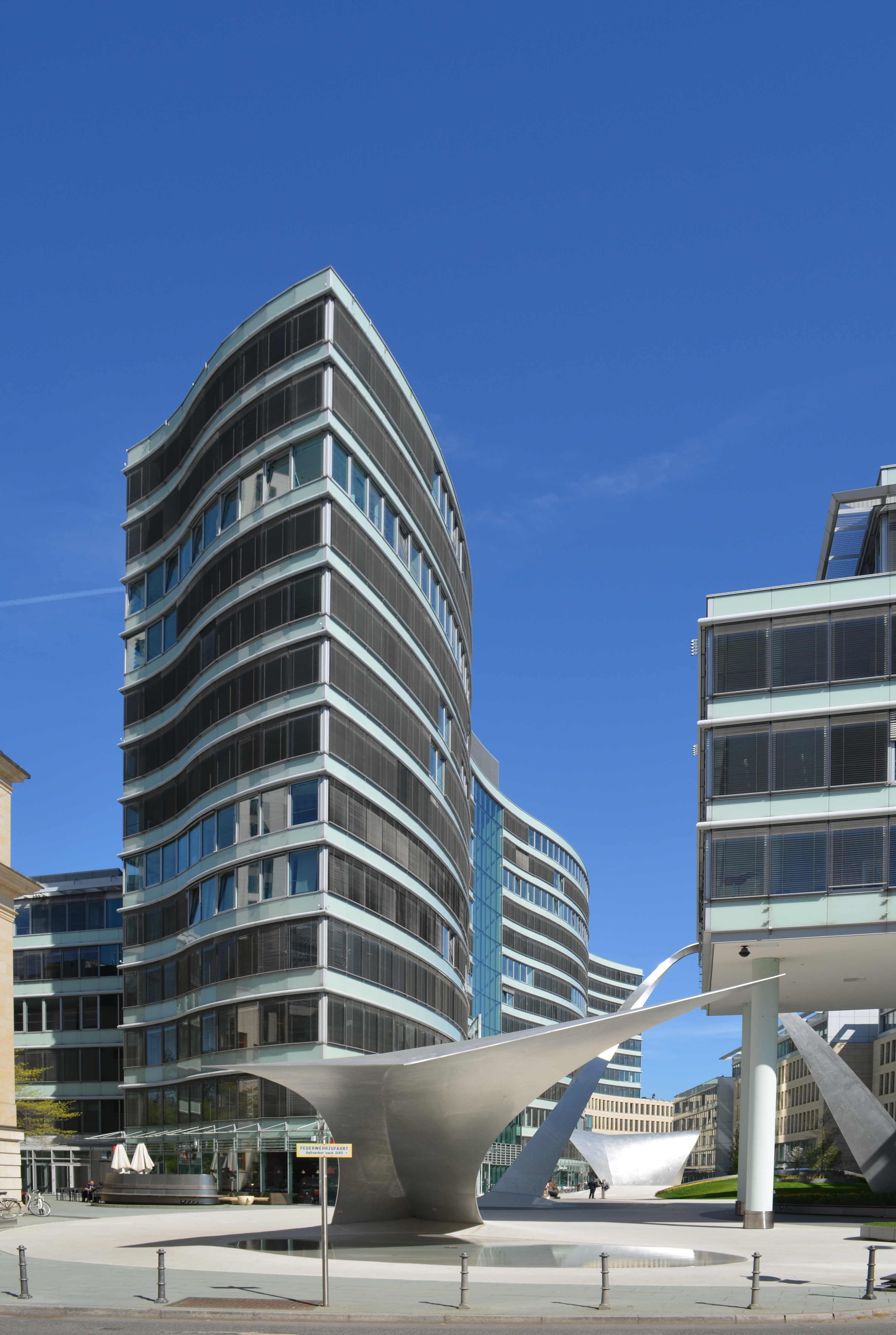
Die Welle nach dem Umbau 2016

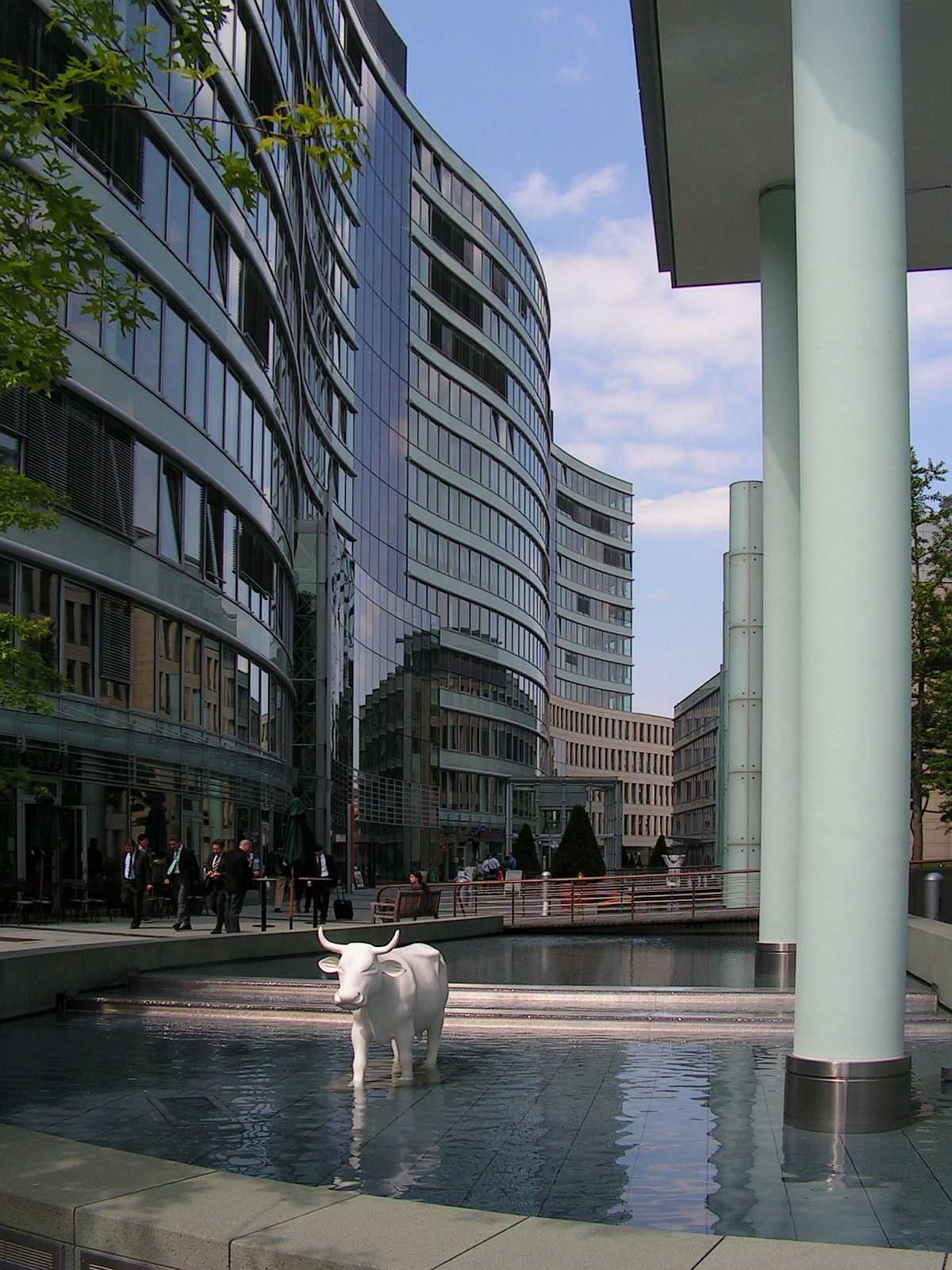
An der Welle –- Hochhauskomplex (1998–2003)

Die Frankfurter Welle, vom Eigentümer seit Mitte 2007 als Die Welle vermarktet, ist ein aus drei Gebäudeteilen bestehendes Ensemble im Stadtteil Westend-Süd in Frankfurt am Main. Der Gebäudekomplex mit 80.600 Quadratmetern Bruttogeschossfläche erhielt seinen Namen nach einem 1998 bis 2003 nach Plänen der JSK errichteten wellenförmigen Gebäude. Es erhebt sich mit zwölf Obergeschossen über dem Erdgeschoss bis in 50 Meter Höhe. Die Stadt Frankfurt am Main hat der architektonischen Besonderheit mit dem Straßennamen An der Welle Rechnung getragen.

## Lage und Umgebung
Auf dem 25.000 Quadratmeter großen Grundstück an der Alten Oper unmittelbar außerhalb der Wallanlagen befand sich von 1881 bis 1994 der Konzernsitz der Metallgesellschaft. Es wird umschlossen von der Bockenheimer Anlage im Süden, dem Reuterweg im Westen, dem Gärtnerweg im Norden und der Leerbachstraße im Osten.
Größtes Einzelgebäude ist der namensgebende Gebäudeteil mit insgesamt zwölf Geschossen entlang des Reuterweges. Zwei Galerien unterteilen das Gebäude in die drei Segmente Park Building, Center Building und Westend Building mit zusammen 59.100 Quadratmeter Bruttogeschossfläche. An der östlichen Seite des Ensembles, unmittelbar an der Leerbachstraße, befindet sich das siebengeschossige Leerbach Building mit sieben Geschossen von zusammen 16.900 Quadratmetern Fläche. Es entstand 1984 als Bürogebäude für die Metallgesellschaft und wurde im Rahmen des Neubaus der Welle entkernt und vollständig umgebaut.
Zwischen beiden Bauteilen verläuft die öffentlich zugängliche Promenade mit einem künstlichen Wasserlauf, der an den ehemaligen Lauf des Leerbachs erinnern soll. Service- und Gastronomieflächen säumen die Promenade. Die Promenade trägt den Namen An der Welle; ein Antrag, sie nach dem 1999 verstorbenen Ignatz Bubis in Ignatz-Bubis-Weg zu benennen, wurde im Februar 2000 im Ortsbeirat 2 zurückgezogen. Stattdessen benannte die Stadt die Obermainbrücke in Ignatz-Bubis-Brücke um.
Kleinstes Einzelgebäude ist das heute als Opernpalais bezeichnete ehemalige Vorstandsgebäude der Metallgesellschaft. Der neoklassizistische Bau aus dem Jahr 1905 blieb im Zweiten Weltkrieg als eines der wenigen Verwaltungsgebäude unzerstört. Bei der Besetzung Frankfurts am 27. März 1945 beschlagnahmten amerikanische Truppen das Gebäude als Dienstsitz der Amerikanischen Militärregierung von Frankfurt, erst Anfang 1949 wurde es an die Metallgesellschaft zurückgegeben. Das 2003 kernsanierte Gebäude verfügt über 4600 Quadratmeter Fläche auf vier Geschossen.

## Konstruktion und Daten
Bei der Errichtung der Welle wurde auf eine hochwertige und umweltfreundliche Gebäudetechnik Wert gelegt. So wird die Klimatisierung über DEC-Klimaanlagen erreicht, welche auf herkömmliche Kältemittel verzichten und mit Fernwärme betrieben werden. Die Gebäudeleittechnik ist aufwändig gestaltet und wird über den Europäischen Installationsbus mit über 100.000 Datenpunkten gesteuert.
Von der Gesamtfläche von 80.600 Quadratmetern stehen 4000 Quadratmeter für Einzelhandel und Gastronomie zur Verfügung. Die kleinsten Mieteinheiten haben 300 Quadratmeter Nutzfläche. Der Komplex verfügt über eine Tiefgarage mit 448 PKW-Stellplätzen. Zu den Mietern gehören unter anderem Unternehmensberatungen, Banken und Finanzinstitute.
Die Stadt stellte in der Baugenehmigung die Auflage, außer Büroflächen auch etwa 2000 Quadratmeter Wohnraum bereitzustellen. Deshalb wurden 36 Appartements zwischen 30 und 80 Quadratmeter Wohnfläche eingerichtet, die jedoch komplett an eine Hotelbetreibergesellschaft vermietet sind.

## Nutzung der Anlage
Der Großteil der Anlage „Die Welle“ sind Büroflächen und werden von mehreren Mietern genutzt. Einer der Hauptmieter ist die Citigroup. Weitere Mieter größerer Flächen sind die Latham & Watkins LLP (eine der weltweit größten Kanzleien), die Luther Rechtsanwaltsgesellschaft mbh und The Doorman – ein Hotel direkt in dem Nebengebäude „An der Welle“.
Neben Büroflächen bietet die Anlage auch Restaurants und Fitnesscenter.  Dean and David der Enchilada Unternehmensgruppe sowie Fitness First sind auf dem Gelände vorhanden.

## Entstehungsgeschichte
Bevor die Metallgesellschaft Anfang 1994 das Grundstück für ca. 500 Millionen DM an die Difa AG verkaufte, hatte sie die Errichtung eines Doppelturms nach Entwürfen des katalanischen Architekten Ricardo Boffil geplant. Eine Finanzkrise des Unternehmens Anfang 1993 sowie der Widerstand der Stadt gegen ein Hochhaus an dieser Stelle hatten die Pläne undurchführbar werden lassen.
Das Konzept des neuen Investors und der Architekten wurde Mitte 1994 unter dem Namen City-Quartier vorgestellt. Es sollte den zuvor abgeschlossenen Verwaltungskomplex der Metallgesellschaft öffnen und in unmittelbarer Nähe der Alten Oper einen fließenden Übergang von den belebten Fußgängerzonen Freßgass und Opernplatz zu den Wohnvierteln des Westendes schaffen.
Die Bauarbeiten begannen im April 1998. Die ersten Gebäude wurden 2001 bezogen. Mitte 2002 war der Komplex im Wesentlichen fertiggestellt. Eine für März 2003 geplante öffentliche Eröffnungsfeier wurde wegen des Irak-Krieges auf Juni verschoben.
Bereits kurze Zeit nach der Eröffnung zeigte sich, dass das ursprüngliche Konzept der Investoren nicht aufging, da die Welle trotz ihrer innenstadtnahen Lage nur wenig Laufpublikum anzieht. Trotz eines hohen Vermietungsstandes blieben die Einzelhandelsgeschäfte und Gastronomiebetriebe außerhalb der Bürozeiten zumeist leer. Der Investor versuchte das Freigelände deshalb mit einem wöchentlichen Bauernmarkt, regelmäßigen Straßenfesten und anderen Aktionen zu beleben. So wird die Welle seit der Fußball-Europameisterschaft 2004 für öffentliche Übertragungen auf Großbildschirmen genutzt. Der Präsident des hessischen Einzelhandelsverbandes kritisierte dies als „hilflose Griffe nach dem Strohhalm“. Mitte 2005 überarbeitete der Investor das Gastronomie-Konzept. Anstelle von Restaurants entstanden mehrere Cafés und Pubs.
Im Mai 2007 verkaufte die Union Investment die Frankfurter Welle zusammen mit dem Neuen Kranzler-Eck in Berlin und 27 weiteren Objekten in Deutschland an Morgan Stanley Real Estate Funds. Der Gesamtpreis betrug 1,36 Milliarden Euro, wovon 703 Millionen auf die Frankfurter Welle entfielen. Der neue Investor kündigte an, das Objekt künftig unter dem Namen Die Welle zu vermarkten. Im Oktober 2012 erwarb die AXA Versicherung gemeinsam mit dem Staatlichen Pensionsfonds Norwegens den Gebäudekomplex.
2015/16 wurden die Außenanlagen neu gestaltet. Blickfang sind nur hohe geschwungene Metallskulpturen.
Im Juni 2019 wurde der Komplex für 620 Millionen Euro an die US-amerikanische Investmentgesellschaft Invesco verkauft.